# Église Karmravor
L'église Karmravor (arménien : Կարմրաւոր Եկեղեցի) se trouve en Arménie, à Achtarak, dans la province d'Aragatsotn.
Elle a été construite au VIIe siècle. Son plan est cruciforme, de dimension modeste et présente des ressemblances avec notamment l'église du monastère de Lmpat, également datée du VIIe siècle.
Comme cette dernière elle est surmontée d'un tambour octogonal.
C'est la mieux préservée des églises de la ville. Elle est consacrée à la Mère de Dieu (Arakelots en arménien). Son plan est celui d'une croix libre monoconque. C'est un tel bijou d'architecture que le poète russe Ossip Mandelstam la décrivit comme une inoubliable vision dans son Voyage en Arménie.
La tombe d'un autre poète, Georges Emin, Arménien, se trouve dans la cimetière voisin de l'église.

## Galerie

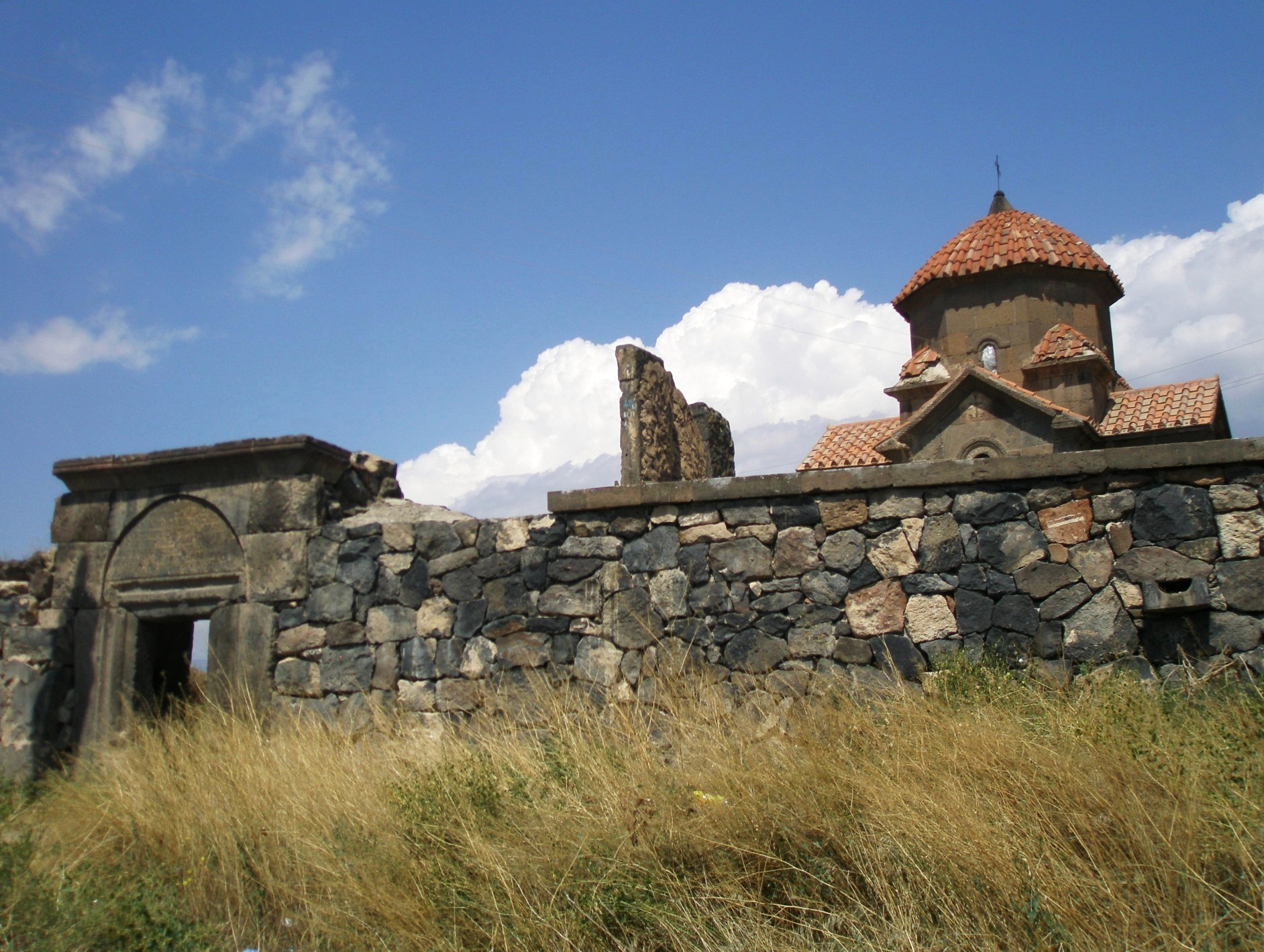
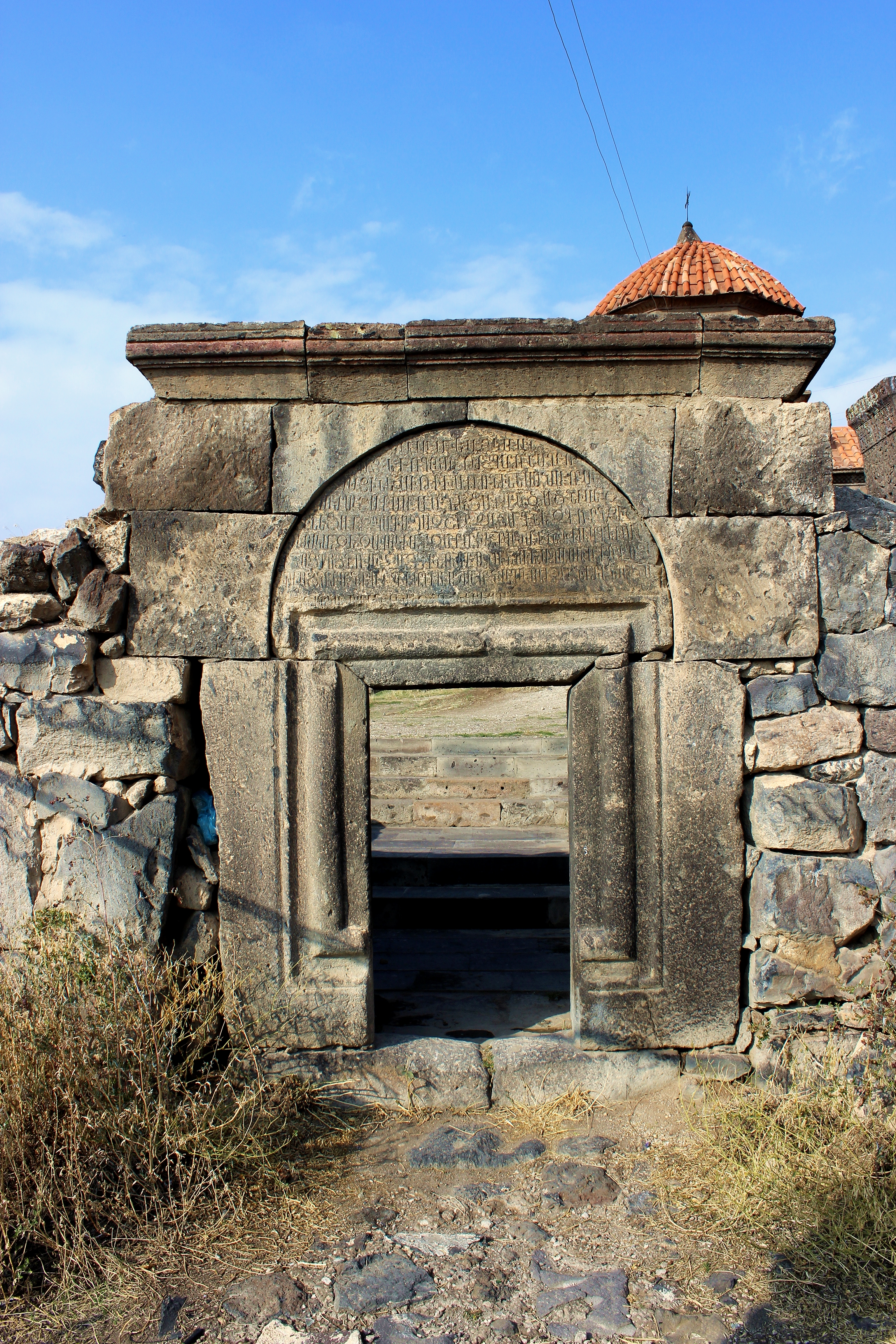
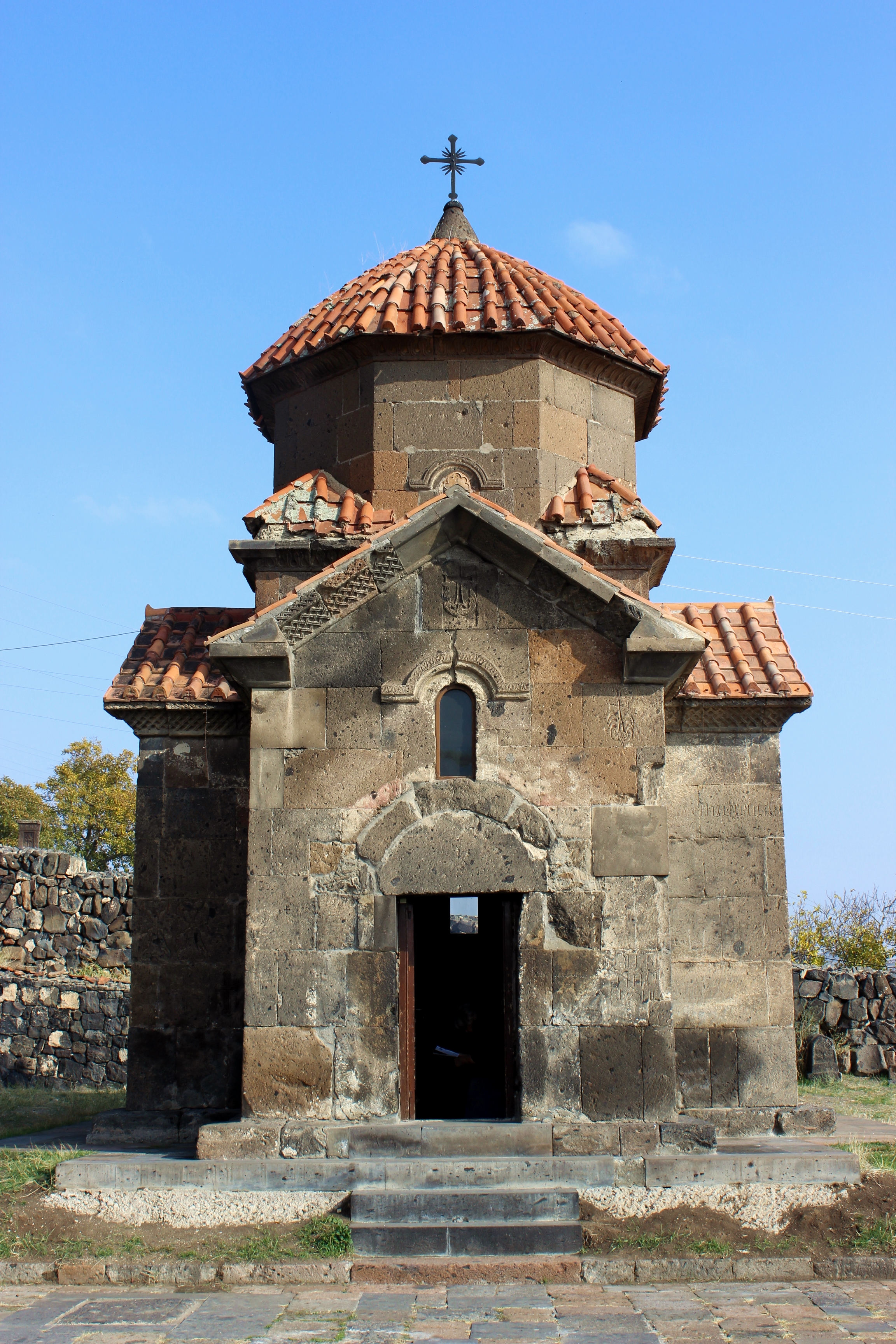
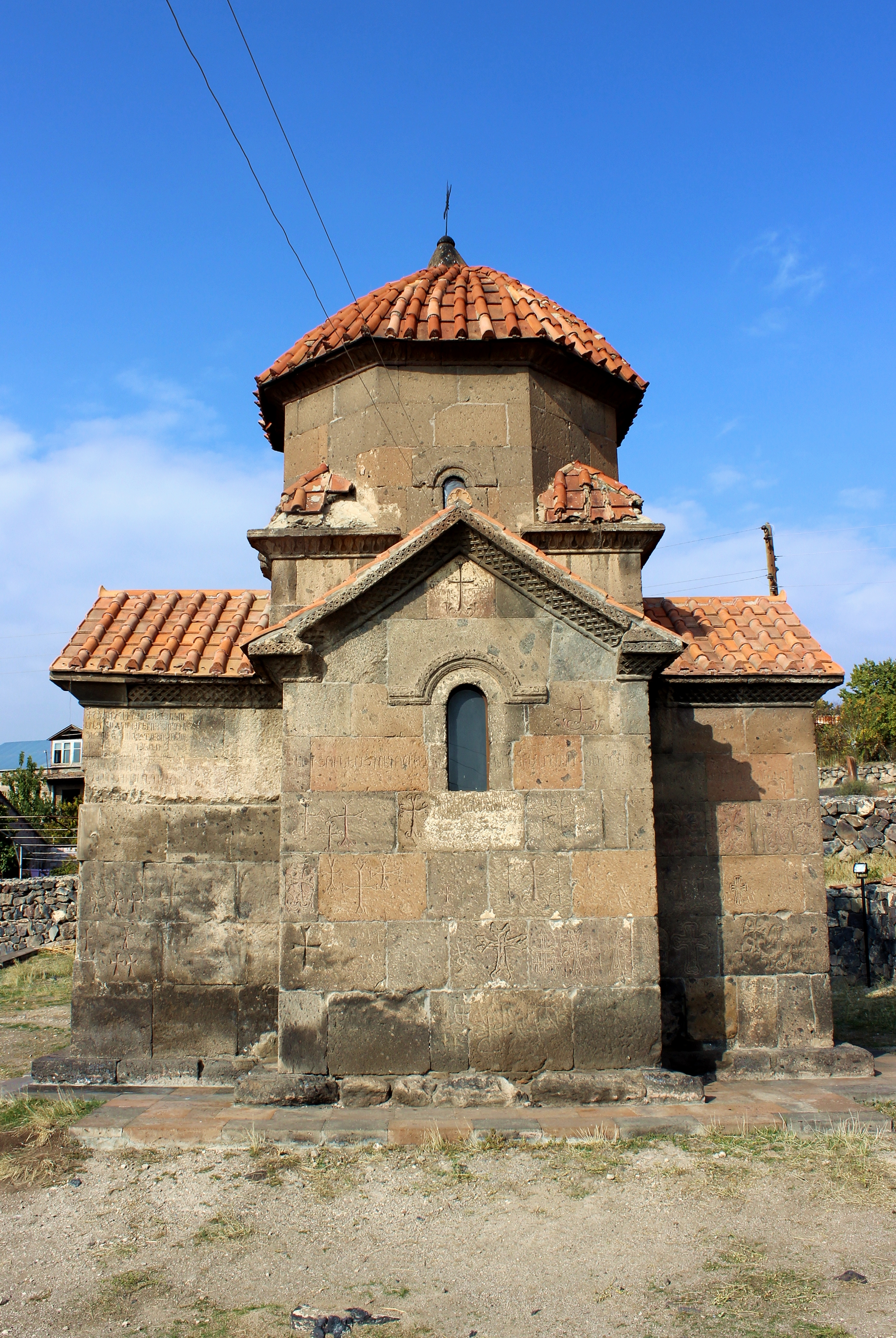
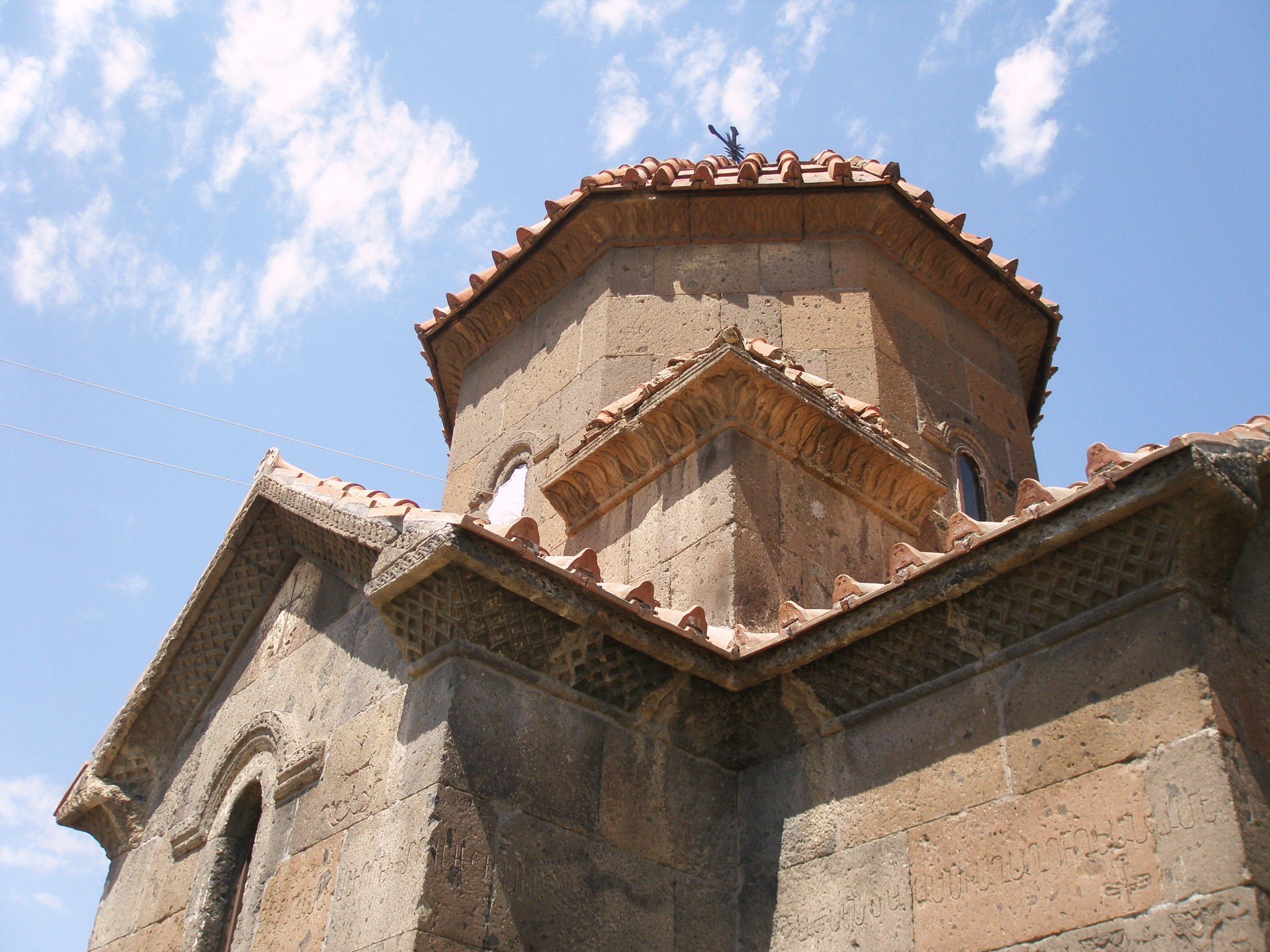